# EMOL
El Mercurio On-Line, más conocido por su acrónimo EMOL, es el portal de internet matriz de la empresa chilena El Mercurio S.A.P.. Bajo su alero se encuentran todos los sitios web de los medios del grupo.

## Historia
Nació a mediados de los años 1990 como un servicio de información económica y de actualidad para empresas —ahora llamado ValorFuturo—. A partir de 1999, y como respuesta a la competencia de los sitios web de Terra y La Tercera, se transformó en un portal informativo alimentado por los contenidos de las ediciones en Internet de El Mercurio, Las Últimas Noticias y La Segunda, además de noticias de última hora. En 2002 fue integrada de forma oficial a la estructura del diario El Mercurio, ya que anteriormente el sitio se desarrollaba de forma separada a la edición impresa.
EMOL es uno de los portales de noticias más visitados en Chile.